# SoSci Survey
SoSci Survey ist eine Web-Applikation zum Erstellen von Online-Fragebögen. Die Software wird von der SoSci Survey GmbH als Cloud-Dienstleistung und Software-Lizenz angeboten. Für nicht-kommerzielle wissenschaftliche Erhebungen werden diese Leistungen auch kostenlos zur Verfügung gestellt.
Die Software umfasst 30 verschiedenen Fragetypen mit verschiedenen Darstellungsvarianten. Mittels unterschiedlicher Techniken (Anpassung von Designs, HTML/CSS, JavaScript, PHP) können darüber hinaus individuelle Darstellungen und Forschungsdesigns umgesetzt werden.

## Einordnung
SoSci Survey wird vorwiegend im deutschsprachigen Raum eingesetzt. Im Bereich der akademischen Forschung gilt SoSci Survey mittlerweile als Standardsoftware für Onlinebefragungen, neben Globalpark, das sich mit dem Produkt Unipark ebenfalls an Hochschulen richtet und der Open-Source-Software LimeSurvey. Im Bereich der kommerziellen Marktforschung wird der deutsche Markt von US-Anbietern (SurveyMonkey, Qualtrics, Google Forms) dominiert, die sich jedoch seit Inkrafttreten der DSGVO und der Unwirksamkeit des EU-US Privacy Shield zunehmend mit Schwierigkeiten im Bereich des Datenschutzes konfrontiert sehen.
Untypisch für Software im Bereich Onlinebefragung wird SoSci Survey sowohl als Cloud-Dienstleistung (SaaS) wie auch als Software-Lizenz zum Betrieb auf einem lokalen Webserver (On Premises) angeboten. Zahlreiche Hochschulen betreiben mittlerweile eigene Befragungsserver.
Aus technischer Sicht fällt auf, dass SoSci Survey die Ausführung von PHP-Programmcode zur Fragebogensteuerung erlaubt, was in Web-Anwendungen eher ungewöhnlich ist, aber die Umsetzung komplexer Forschungsdesigns erlaubt. Die mögliche Tiefe spiegelt sich in einem mehrere hundert Seiten fassenden Handbuch.

## Geschichte
2003 entstand die Grundlage für die Software am Institut für Kommunikationswissenschaft und Medienforschung der Ludwig-Maximilians-Universität München (LMU München), die durch eine Kooperation mit der Universität Zürich 2004 weiter ergänzte und später durch den Entwickler privat fortgeführt wurde. Die Software wird durch den Austausch mit Forschern stetig erweitert.
2006 wurde die Software öffentlich bereitgestellt, zunächst unter der Adresse ofb.msd-media.de. Nach einer umfassenden Überarbeitung erschien 2010 die Version 2.0, die kontinuierlich immer weiterentwickelt wird. 2012 wurde der Name von „oFb – der onlineFragebogen“ in „SoSci Survey“ geändert und das Cloud-Angebot unter neuer Domain (soscisurvey.de) bereitgestellt. 2014 wurde die SoSci Survey GmbH gegründet, um den Betrieb und Vertrieb der Software zu organisieren – nicht zuletzt aufgrund der gestiegenen Anforderungen an Zuverlässigkeit und Datenschutz in Onlinebefragungen.

## Benutzeroberfläche
Die Software bietet den Nutzern über 30 verschiedene Fragetypen, die separat verwendet oder unter Verwendung von PHP und HTML/CSS weiter miteinander kombiniert werden können. Filterführung und Layout sind frei programmierbar. Dazu gibt es diverse Anleitungen zu allen Fragetypen und auch zur generellen Nutzung von SoSci Survey und der Erstellung von Befragungsprojekten. Die Anleitungen zur gesamten Online-Software sind in einem Wiki angelegt. So kann jeder angemeldete Nutzer die Anleitung optimieren und überarbeiten. Das Erstellen eines neuen Befragungsprojekts wird dem Nutzer in einem 5 Minuten Einstieg auch teilweise mittels Videos erklärt. Dadurch kann jeder die Software nutzen, auch wenn kein Vorwissen zum Erstellen von Online-Befragungen vorhanden ist. Wenn Schwierigkeiten beim Erstellen eines Online-Befragungsprojektes auftreten, bietet SoSci Survey außerdem einen Online-Support an.